# Brandon Inge
Charles Brandon Inge, ameriški bejzbolist, * 19. maj 1977, Lynchburg, Virginija, ZDA.
Inge je bivši poklicni bejzbol igralec druge in tretje baze.
Športni kolumnist Jayson Stark ga je nekoč opisal kot "zelo uporabnega derviša".  Leta 2006 se je na tekmi proti ekipi St. Louis Cardinals pognal proti močno odbiti žogi na tleh, jo zaustavil in iz kolen vrgel za izločitev odbijalca Garyja Bennetta. S tem odzivom si je prislužil nagrado televizijske hiše ESPN za najboljšo obrambno potezo leta.

## Zgodnje življenje
Inge je srednješolska leta preživel na srednji šoli Brookville High School v Lynchburgu, nato pa na univerzi Virginia Commonwealth University igral bejzbol kot bližnji zaustavljalec in član razbremenilskega kadra.

## Poklicna kariera

### Detroit Tigers
Inge je bil s strani ekipe iz Detroita izbran v 2. krogu nabora lige MLB leta 1998. Začel je na položaju lovilca in se prve tri sezone v napadu kar precej naprezal. Po tem, ko je z ekipo leta 2004 podpisal prosti igralec Iván Rodríguez, se je Inge premaknil na položaje zunanjega polja, lovilca in tretje baze. Njegovo odbijalsko povprečje se je dvignilo na 0,287, odbil pa je 13 domačih tekov. 
Leta 2005 je na položaju tretje baze začel na 159 tekmah in Ameriško ligo vodil v napakah (23), asistencah (378) in dvojnih izločitvah (42). Naslednje leto je svoj izkupiček asistenc še izboljšal z 398-imi in z njim podrl rekord ekipe v asistencah igralca tretje baze v eni sezoni (prej 389, Aurelo Rodriguez) in mu je do rekorda Graiga Nettlesa iz leta 1971 zmanjkalo le 14 asistenc. Le pet igralcev tretje baze v zgodovini je v eni sezoni zbralo več asistenc kot Inge.
V prvem delu leta 2006 je Inge prikazal kar nekaj moči; 17 domačih tekov je bil najboljši izkupiček ekipe. Zbral je tudi 47 domov poslanih tekov.  Po premoru za Festival vseh zvezd je svoje odbijalsko povprečje povzdignil na 0,253 in končal z 27 domačimi teki. 
Po tem, ko je v klub po menjavi z ekipo Florida Marlins prišel Miguel Cabrera, je Inge na položaju tretje baze postal nadomestljiv. Inge je vodstvo ekipe nemudoma zaprosil za menjavo v moštvo, kjer bi lahko igral vsak dan, a se to ni nikoli zgodilo in klub ga je skozi sezono 2008 uporabljal pretežno kot odbijalca s klopi. Na spomladanskem uigravanju se je zglasil predčasno in nato dobil mesto v sredini zunanjega polja v začetni postavi ob Dnevu odprtja, deloma tudi zaradi poškodbe rednega igralca na omenjenem položaju, Curtisa Grandersona.
Ker je bil nadomestni lovilec Vance Wilson poškodovan, je njegovo vlogo za Rodriguezem prevzel prav Inge. Nato je po menjavi, ki je Rodrigueza poslala k ekipi New York Yankees, zavzel še mesto rednega lovilca.
27. septembra 2008 je upravnik ekipe iz Detroita Jim Leyland oznanil, da bo Inge sezono 2009 preživel na tretji bazi.
Sezono 2009 je Inge ponovno začel kot prvi igralec tretje baze ekipe. V prvih 24-ih tekmah ekipe je uspešno dosegel bazo, s čimer je dosegel najdaljši tovrstni niz ekipe po letu 1976.  Skozi prvo polovico sezone je vodil ekipo z 21 domačimi teki in bil imenovan v postavo Ameriške lige na Tekmi vseh zvezd.
Kot prejemnik t. i. " Zadnjega glasu" se je po zabeleženih 11,8 milijona glasov zanj udeležil Tekme vseh zvezd leta 2009. Na slednji so se mu v postavi Ameriške lige pridružili soigralci Curtis Granderson, Justin Verlander in Edwin Jackson. Prav tako se je udeležil Dvoboja odbijalcev z močjo tega leta in postal 8. igralec v zgodovini dvoboja, ki ni odbil niti enega domačega teka. 
3. novembra 2009 je Inge odšel na operativna posega na obeh kolenih. Čez zimo je prešel skozi program za okrevanje in fizično utrditev. Sezono 2010 je ob Dnevu odprtja začel v začetni postavi kot igralec tretje baze.
19. julija 2010 ga je v roko zadel met. Rentgenske preiskave so razkrile, da je zlomil svoj 5. metakarpalni kanal. Kljub zdravniškem mnenju, da bo za okrevanje potreboval 4-6 tednov, je bil Inge čez 2 tedna že na igrišču. .
26. avgusta 2010 je na tekmi proti ekipi Kansas City Royals Inge odbil svoj 1000. udarec v polje. 
25. septembra je postavil rekord kluba v odbijalčevih izločitvah z udarci z 1100-timi. Na isti tekmi pa je za zmago proti ekipi Minnesota Twins v 13. menjavi tudi odbil zmagoviti udarec v polje. 
Ob koncu sezone je splošni upravitelj ekipe Dave Dombrowski naznanil, da ekipa načrtuje sklenitev večletne pogodbe z Ingem.
Inge je leta 2010 prejel nagrado Marvin Miller Man of the Year Award, ki jo vsako leto podeljuje Zveza igralcev v ligi MLB, igralcu, " katerega predstave na igrišču in prispevek družbi navdihuje ostale k višji stopnji uspeha". 
3. junija 2011 je bil vpisan na seznam poškodovanih z mononukleozo. V 239-ih odbijalskih nastopih za Detroit v letu 2011 je odbijal s povprečjem 0,177 in bil s strani ekipe 20. julija poslan v nižje podružnice. 26. julija je bil nato poslan na stopnjo Triple-A. Ob njegovem povratku v ligo MLB je 20. avgusta Inge odbil 2 udarca v polje, med njima tudi domači tek, in domov poslal dva teka, ekipa pa je zmagala nad svojo okrožno zasledovalko, ekipo Cleveland Indians, z izidom 10:1.
26. januarja 2012 je Inge izgubil svoje mesto na tretji bazi, saj je ob prihodu močnega odbijalca Princea Fielderja na prvo bazo tam ponovno preselil Miguel Cabrera. Na tiskovni konferenci takoj po tem, ko je klub sklenil pogodbo z Fielderjem, je upravnik Leyland dejal, da Inge "ni bil ravno navdušen". 26. aprila 2012 se je ekipa nato odrekla njegovim uslugam. 

### Oakland Athletics
Brandon Inge je z ekipo Oakland Athletics 29. aprila podpisal enoletno pogodbo.  Z njegovo pridobitvijo si je Oakland zagotovil dodatno globino klopi med igralci notranjega polja, še posebej po tem, ko je zaradi poškodbe sezono moral izpustiti Scott Sizemore, prav tako bivši igralec Detroita. Inge je najprej nosil številko 18, vendar je nato presedlal na sedmico (njegovo prejšnjo, 15, je že od prej nosil  Seth Smith). V njegovi prvi tekmi proti bivši ekipi je Inge odbil veliki udarec.

## Zasebno življenje
Inge trenutno prebiva v mestu Saline, Michigan. Avgusta 2009 si je dal napraviti dve tetovaži, eno za vsako podlaket, na katerih sta imeni njegovih sinov, "Chase" in "Tyler".